# Liste des mammifères au Vatican

Carte topographique du Vatican.

Localisation du Vatican en Europe.

Cette liste commentée recense la mammalofaune au Vatican. Elle répertorie les espèces de mammifères vaticanais actuels et celles qui ont été récemment classifiées comme éteintes (à partir de l'Holocène, depuis donc 11 700 ans av. J.‑C.). Cette liste comporte 22 espèces réparties en quatre ordres et neuf familles, dont une est « vulnérable » et trois sont « quasi menacées » (selon les critères de la liste rouge de l'UICN au niveau mondial).
Elle contient au moins une espèce introduite sur ce territoire : la Souris grise (Mus musculus). Il peut contenir aussi dans cette liste des animaux non reconnus par la liste rouge de l'UICN (aucun mammifère ici) et ils sont classés en « non évalué » : cela étant dû notamment au manque de données et à des espèces domestiques, disparues ou éteintes avant le XVIe siècle. Il n'existe pas au Vatican d'espèces et de sous-espèces de mammifères endémiques.

## Statuts de la liste rouge de l'UICN
Les statuts de conservation utilisés par la liste rouge de l'UICN mondiale sont :
| (EX) | Éteint                  | Il n'y a pas le moindre doute sur le fait que le dernier spécimen recensé est mort.                                                                   |
| (EW) | Éteint à l'état sauvage | L'espèce est connue uniquement en captivité ou en tant que population naturalisée bien en dehors de son ancienne aire de répartition.                 |
| (CR) | En danger critique      | L'espèce risque prochainement de s'éteindre à l'état sauvage.                                                                                         |
| (EN) | En danger               | L'espèce fait face à un très gros risque d'extinction à l'état sauvage.                                                                               |
| (VU) | Vulnérable              | L'espèce fait face à un gros risque d'extinction à l'état sauvage.                                                                                    |
| (NT) | Quasi menacé            | L'espèce ne satisfait pas un ou plusieurs des critères prévus qui permettraient de la catégoriser, mais pourrait risquer de s'éteindre dans le futur. |
| (LC) | Préoccupation mineure   | Il n'y a pas de risque identifiable pour l'espèce. |
| (DD) | Données insuffisantes   | Il n'y a pas d'information adéquate qui permettraient de faire une évaluation des risques pour cette espèce.                                          |
| (NE) | Non évalué              | L'espèce n'a pas encore été confrontée aux critères précédents, n'est pas reconnue par l'UICN ou bien s'est éteinte avant le XVIe siècle.             |

## Ordre:Primates

### Famille:Hominidés
| Nom binominal, nom vulgaire et citation d'auteurs | Nom vulgaire italien (It) et allemand (De) (autres langues officielles du Vatican) | Origine et statut au Vatican | Aire de répartition                    | Statut UICN mondial | Image         |
| ------------------------------------------------- | ---------------------------------------------------------------------------------- | ---------------------------- | -------------------------------------- | ------------------- | ------------- |
| Homo sapiens (Homme moderne) Linnaeus, 1758       | It : Uomo De : Mensch                                                              | Autochtone,                  | Aire de répartition de l'Homme moderne | [ 2 ]               | Homme moderne |

## Ordre:Rodentiens

### Famille:Muridés
| Nom binominal, nom vulgaire et citation d'auteurs      | Nom vulgaire italien (It) et allemand (De) (autres langues officielles du Vatican) | Origine et statut au Vatican | Aire de répartition                    | Statut UICN mondial | Image           |
| ------------------------------------------------------ | ---------------------------------------------------------------------------------- | ---------------------------- | -------------------------------------- | ------------------- | --------------- |
| Apodemus sylvaticus (Mulot sylvestre) (Linnaeus, 1758) | It : Topo selvatico De : Waldmaus                                                  | Autochtone                   | Aire de répartition du Mulot sylvestre | [ 4 ]               | Mulot sylvestre |
| Mus musculus (Souris grise) Linnaeus, 1758             | It : Topo comune De : Hausmaus                                                     | Allochtone (Introduit),      | Aire de répartition de la Souris grise | [ 5 ]               | Souris grise    |

### Famille:Sciuridés
| Nom binominal, nom vulgaire et citation d'auteurs | Nom vulgaire italien (It) et allemand (De) (autres langues officielles du Vatican) | Origine et statut au Vatican | Aire de répartition                    | Statut UICN mondial | Image         |
| ------------------------------------------------- | ---------------------------------------------------------------------------------- | ---------------------------- | -------------------------------------- | ------------------- | ------------- |
| Sciurus vulgaris (Écureuil roux) Linnaeus, 1758   | It : Scoiattolo comune De : Eichhörnchen                                           | Autochtone                   | Aire de répartition de l'Écureuil roux | [ 8 ]               | Écureuil roux |

## Ordre:Chiroptères

### Famille:Molossidés
| Nom binominal, nom vulgaire et citation d'auteurs         | Nom vulgaire italien (It) et allemand (De) (autres langues officielles du Vatican) | Origine et statut au Vatican | Aire de répartition                       | Statut UICN mondial | Image              |
| --------------------------------------------------------- | ---------------------------------------------------------------------------------- | ---------------------------- | ----------------------------------------- | ------------------- | ------------------ |
| Tadarida teniotis (Molosse de Cestoni) (Rafinesque, 1814) | It : Molosso di Cestoni De : Europäische Bulldoggfledermaus                        | Autochtone                   | Aire de répartition du Molosse de Cestoni | [ 9 ]               | Molosse de Cestoni |

### Famille:Rhinolophidés
| Nom binominal, nom vulgaire et citation d'auteurs             | Nom vulgaire italien (It) et allemand (De) (autres langues officielles du Vatican) | Origine et statut au Vatican | Aire de répartition                       | Statut UICN mondial | Image              |
| ------------------------------------------------------------- | ---------------------------------------------------------------------------------- | ---------------------------- | ----------------------------------------- | ------------------- | ------------------ |
| Rhinolophus euryale (Rhinolophe euryale) Blasius, 1853        | It : Ferro di cavallo euriale De : Mittelmeer-Hufeisennase                         | Autochtone                   | Aire de répartition du Rhinolophe euryale | [ 10 ]              | Rhinolophe euryale |
| Rhinolophus hipposideros (Petit Rhinolophe) (Bechstein, 1800) | It : Ferro di cavallo minore De : Kleine Hufeisennase                              | Autochtone                   | Aire de répartition du Petit Rhinolophe   | [ 11 ]              | Petit Rhinolophe   |

### Famille:Vespertilionidés
| Nom binominal, nom vulgaire et citation d'auteurs                             | Nom vulgaire italien (It) et allemand (De) (autres langues officielles du Vatican) | Origine et statut au Vatican | Aire de répartition                                | Statut UICN mondial | Image                    |
| ----------------------------------------------------------------------------- | ---------------------------------------------------------------------------------- | ---------------------------- | -------------------------------------------------- | ------------------- | ------------------------ |
| Miniopterus schreibersii (Minioptère de Schreibers) (Kuhl, 1817)              | It : Miniottero De : Langflügelfledermaus                                          | Autochtone                   | Aire de répartition du Minioptère de Schreibers    | [ 12 ]              | Minioptère de Schreibers |
| Myotis blythii (Petit Murin) (Tomes, 1857)                                    | It : Vespertilio minore De : Kleines Mausohr                                       | Autochtone,                  | Aire de répartition du Petit Murin                 | [ 13 ]              | Petit Murin              |
| Myotis capaccinii (Murin de Capaccini) (Bonaparte, 1837)                      | It : Vespertilio di Capaccini De : Langfußfledermaus                               | Autochtone                   | Aire de répartition du Murin de Capaccini          | [ 14 ]              | Murin de Capaccini       |
| Myotis myotis (Grand Murin) (Borkhausen, 1797)                                | It : Vespertilio maggiore De : Großes Mausohr                                      | Autochtone                   | Aire de répartition du Grand Murin                 | [ 15 ]              | Grand Murin              |
| Myotis nattereri (Murin de Natterer) (Kuhl, 1817)                             | It : Vespertilio di Natterer De : Fransenfledermaus                                | Autochtone                   | Aire de répartition du Murin de Natterer           | [ 16 ]              | Murin de Natterer        |
| Eptesicus serotinus (Sérotine commune) (Schreber, 1774)                       | It : Serotino comune De : Breitflügelfledermaus                                    | Autochtone                   | Aire de répartition de la Sérotine commune         | [ 17 ]              | Sérotine commune         |
| Nyctalus noctula (Noctule commune) (Schreber, 1774)                           | It : Nottola comune De : Großer Abendsegler                                        | Autochtone                   | Aire de répartition de la Noctule commune          | [ 18 ]              | Noctule commune          |
| Pipistrellus kuhlii (Pipistrelle de Kuhl) (Kuhl, 1817)                        | It : Pipistrello albolimbato De : Weißrandfledermaus                               | Autochtone                   | Aire de répartition de la Pipistrelle de Kuhl      | [ 19 ]              | Pipistrelle de Kuhl      |
| Pipistrellus nathusii (Pipistrelle de Nathusius) (Keyserling & Blasius, 1839) | It : Pipistrello di Nathusius De : Rauhautfledermaus                               | Autochtone                   | Aire de répartition de la Pipistrelle de Nathusius | [ 20 ]              | Pipistrelle de Nathusius |
| Pipistrellus pipistrellus (Pipistrelle commune) (Schreber, 1774)              | It : Pipistrello nano De : Zwergfledermaus                                         | Autochtone                   | Aire de répartition de la Pipistrelle commune      | [ 21 ]              | Pipistrelle commune      |
| Barbastella barbastellus (Barbastelle d'Europe) (Schreber, 1774)              | It : Barbastello De : Mopsfledermaus                                               | Autochtone                   | Aire de répartition de la Barbastelle d'Europe     | [ 22 ]              | Barbastelle d'Europe     |
| Hypsugo savii (Vespère de Savi) (Bonaparte, 1837)                             | It : Pipistrello di Savi De : Alpenfledermaus                                      | Autochtone                   | Aire de répartition de la Vespère de Savi          | [ 23 ]              | Vespère de Savi          |

## Ordre:Carnivores

### Famille:Canidés
| Nom binominal, nom vulgaire et citation d'auteurs | Nom vulgaire italien (It) et allemand (De) (autres langues officielles du Vatican) | Origine et statut au Vatican | Aire de répartition                | Statut UICN mondial | Image       |
| ------------------------------------------------- | ---------------------------------------------------------------------------------- | ---------------------------- | ---------------------------------- | ------------------- | ----------- |
| Canis lupus (Loup gris) (Linnaeus, 1758)          | It : Lupo grigio De : Wolf                                                         | Autochtone (Disparu)         |                                    | [ 24 ]              |             |
| Vulpes vulpes (Renard roux) (Linnaeus, 1758)      | It : Volpe rossa De : Rotfuchs                                                     | Autochtone                   | Aire de répartition du Renard roux | [ 25 ]              | Renard roux |

### Famille:Ursidés
| Nom binominal, nom vulgaire et citation d'auteurs | Nom vulgaire italien (It) et allemand (De) (autres langues officielles du Vatican) | Origine et statut au Vatican | Aire de répartition                | Statut UICN mondial | Image     |
| ------------------------------------------------- | ---------------------------------------------------------------------------------- | ---------------------------- | ---------------------------------- | ------------------- | --------- |
| Ursus arctos (Ours brun) Linnaeus, 1758           | It : Orso bruno De : Braunbär                                                      | Autochtone (Disparu),        | Aire de répartition de l'Ours brun | [ 26 ]              | Ours brun |

### Famille:Félidés
| Nom binominal, nom vulgaire et citation d'auteurs | Nom vulgaire italien (It) et allemand (De) (autres langues officielles du Vatican) | Origine et statut au Vatican        | Aire de répartition                 | Statut UICN mondial | Image        |
| ------------------------------------------------- | ---------------------------------------------------------------------------------- | ----------------------------------- | ----------------------------------- | ------------------- | ------------ |
| Felis silvestris (Chat sauvage) Schreber, 1777    | It : Gatto selvatico De : Wildkatze                                                | Autochtone (Peut-être réintroduit), | Aire de répartition du Chat sauvage | [ 28 ]              | Chat sauvage |